# عروة بن زيد الخيل
عروة بن زيد الخيل بن مهلهل الطائي. عاش فترة في الجاهلية. وشهد مع أبيه زيد الخيل بعض حروبها.
أسلم وشارك في فتح العراق، وشارك في معارك الجسر والقادسية والّري. شهد صفين عام 37 هـ (657م) في صف علي بن أبي طالب.
أنشد المرزباني في شهودهِ القادسية في خلافة عُمر شعرًا يقول فيه: